# Parafia św. Idziego w Czerwonej Wsi
Parafia św. Idziego w Czerwonej Wsi – parafia rzymskokatolicka znajdująca się w archidiecezji poznańskiej, w dekanacie krzywińskim.